# Hekje31
Hekje31 is een Nederlandse rapper. Hij is onder meer bekend door de remixversie van Vaag van J-Fiz, Ksix en Veertien, waarmee hij samen met JayKoppig en Dior in 2024 een nummer-1 hit in de Single Top 100 mee had. Hij heeft één album uitgebracht; R.A.P. in 2023.

## Biografie
Hekje31 woonde op jonge leeftijd in de Amsterdamse wijk Strandvliet en verhuisde op tienjarige leeftijd naar de wijk Holendrecht. Hij brengt sinds 2020 rapmuziek uit en dit doet hij onder de artiestennaam Hekje31, dat afgeleid is van de code "#31#" welke men intypt voor een telefoonnummer als ze anoniem willen bellen. Hekje31 blijft dan ook anoniem; zijn geboortenaam en geboortedatum zijn onbekend. 
De eerste single die door Hekje31 werd uitgebracht, was Bangers in 2020. Zijn volgende single Penoze was met twee rappers uit Zone 6, de rapformatie waar hij bij aangesloten is. Dit waren Bigidagoe en Drechter. Hij vormde in 2020 het muzieklabel MPG Music, samen met Bigidagoe, Drechter, JayKoppig en JoeyAK. In hetzelfde jaar was hij te horen bij een 101Barz-sessie van Bigidagoe.
In 2021 kwam het jongere broertje van Hekje31 te overlijden, waarna hij voor hem de single R.A.P. schreef. In de jaren daarna bracht hij verschillende singles uit, waarvan Bucket hat qua hitnoteringen het meeste succes had. Dit nummer kwam tot de 93e plaats van de Single Top 100. In 2022 deed hij met zijn label een studiesessie bij 101Barz. Hekje31 bracht op 8 december 2023 zijn debuutalbum R.A.P. uit, welke eveneens was vernoemd naar zijn overleden broertje. Hierop stonden samenwerkingen met JoeyAk, JayKoppig, Bigidagoe, Drechter, Yssi SB en KM.
In 2024 brachten de artiesten J-Fiz, Ksix en Veertien het nummer Vaag uit. Dit lied ging viraal op mediaplatform TikTok en samen met JayKoppig en Dior besloot Hekje31 dit nummer te remixen. Deze remix werd een grote hit in Nederland. Het piekte op de eerste plaats van de Single Top 100 en stond twee weken op deze positie. Het bereikte de Nederlandse Top 40 niet, maar kwam wel tot de eerste plaats van de Tipparade.

## Discografie

### Albums en ep's
- R.A.P. (album, 2023)

### Nummers met notering(en) in een hitlijst
| Lied                                                        | Verschijnen    | Album  | Hitlijsten  | Hitlijsten  | Hitlijsten   | Hitlijsten   | Opmerkingen |
| Lied                                                        | Verschijnen    | Album  | NL (Top 40) | NL (Top 40) | NL (Top 100) | NL (Top 100) | Opmerkingen |
| Lied                                                        | Verschijnen    | Album  | Piek        | Weken       | Piek         | Weken        | Opmerkingen |
| ----------------------------------------------------------- | -------------- | ------ | ----------- | ----------- | ------------ | ------------ | ----------- |
| Bucket hat                                                  | 7 oktober 2022 | R.A.P. | —           | —           | 93           | 1            |             |
| Vaag (remix) (met J-Fiz, Ksix, Veertien, JayKoppig en Dior) | 4 oktober 2024 | —      | tip1        | —           | 1 (2 wkn)    | 6            |             |